# Headless Cross
Headless Cross é o décimo quarto álbum de estúdio da banda inglesa de heavy metal Black Sabbath, lançado em 24 de abril de 1989. Este álbum foi o primeiro com o baterista Cozy Powell e o segundo com o vocalista Tony Martin. O guitarrista Brian May participa do disco com um solo na faixa “When Death Calls”.
Headless Cross foi elogiado pela crítica e pelos fãs, sendo considerado o melhor álbum do Sabbath em anos. Com altas vendas (recebeu certificação de ouro em solo inglês), fizeram uma bem-sucedida tour na Inglaterra e Europa. Em 2005, o album foi classificado na posição 403 no livro The 500 Greatest Rock & Metal Albums of All Time da revista  Rock Hard.

## Gravação e produção
De acordo com a autobiografia de Tony Iommi, Iron Man: My Journey Through Heaven and Hell with Black Sabbath, a banda se desligou da Warner Bros. Records in 1988 após um contrato de dezoito anos, desde o desligamento com a Vertigo Records. Logo Iommi conheceu Miles Copeland, que à época era dono da I.R.S Records. Copeland disse-lhe: "Você sabe como criar álbuns, você sabe o que as pessoas querem. Você o faz e estou de bem com isso". Isso persuadiu Iommi a fechar contrato com a i.R.S. Records.
Iommi contatou o famoso baterista britânico Cozy Powell, que já tocara com Jeff Beck, Rainbow, MSG e Whitesnake, entre outros, para ver se ele gostaria de se juntar ao Black Sabbath. Iommi e Powell começaram a compor canções na casa de Iommi com a participação de Tony Martin em ensaios. Originalmente, Iommi teve a ideia de trazer Ronnie James Dio de volta. Pouco tempo depois, recebeu uma ligação de Gloria Butler, esposa e manager de Geezer Butler, dizendo que Geezer desejava voltar ao Sabbath. Entretanto, essa reunião nunca se concretizou. Ao mesmo tempo, Powell, que sabia que Iommi estava procurando outros cantores, convenceu Iommi a deixar Martin ficar na banda. Powell e Iommi decidiram que fariam a produção do álbum autonomamente.
Laurence Cottle tocou baixo na gravação, mas nunca foi um membro oficial da banda. Cottle até apareceu no videoclipe da canção-ttulo, mas não participou das fotos promocionais. Para a turnê, o line-up foi preenchido por Neil Murray, de Gary Moore e do Whitesnake. A música "When Death Calls" tem um solo de guitarra de Brian May, guitarrista do Queen.
Conceitualmente, as letras têm , de forma predominante, elementos satanista e ocultistas, sendo assim provavelmente o único álbum da história da banda em que todos os ideais de composição tem essa inspiração, ao invés de somente algumas canções específicas. A canção "Call of the Wild" seria primeiramente intitulada "Hero", mas quando Ozzy Osbourne usou esse título no seu álbum No Rest for the Wicked, Tony Iommi optou por mudá-lo. "Devil & Daughter" tinha originalmente o nome de "Devil's Daughter", mas foi mudado pela mesma razão."Call of the Wild" e "Devil & Daughter" são as únicas canções que não terminam com o som desvanecendo e com o improvisamento vocal de Tony Martin ("Nightwing", porém, só tem o desvanecimento da canção, sem o improvisamento vocal de Martin). De acordo com Martin, os vocais em "Nightwing" são na verdade vocais-guia, porque Iommi achou que soavam melhor do que as gravações posteriores.
De acordo com as notas no encarte do disco, a imagem de capa foi feita por Kevin Wimlett. O design do encarte foi feito pot The Leisure Process nos seus escritórios em Little Porland Street, em Londres. O encarte britânico é preto-e-branco, enquanto o alemão tem a adição de cores.

## Faixas
Todas as faixas creditadas a Black Sabbath, com exceção das anotadas.
| N.º | Título                                     | Duração |  |
| 1.  | "The Gates Of Hell"                        | 1:06    |  |
| 2.  | "Headless Cross" (Martin/Iommi/Powell)     | 6:29    |  |
| 3.  | "Devil and Daughter" (Martin/Iommi/Powell) | 4:44    |  |
| 4.  | "When Death Calls"                         | 6:55    |  |
| 5.  | "Kill in the Spirit World"                 | 5:11    |  |
| 6.  | "Call of the Wild"                         | 5:18    |  |
| 7.  | "Black Moon"                               | 4:06    |  |
| 8.  | "Nightwing"                                | 6:35    |  |

| Faixa bônus |                  |         |  |
| N.º         | Título           | Duração |  |
| 9.          | "Cloak & Dagger" | 4:37    |  |

## Créditos
- Tony Iommi – guitarra
- Geoff Nicholls – teclados
- Tony Martin – vocal
- Cozy Powell – bateria, percussão
  - Laurence Cottle – baixo (como convidado)
  - Brian May – Participação especial - guitarra solo na faixa "When Death Calls"

## Desempenho nas paradas
| Ano  | Posições | Posições | Posições | Posições | Certificações |
| Ano  | UK       | SWE      | SWI      | US       | Certificações |
| ---- | -------- | -------- | -------- | -------- | ------------- |
| 1989 | 10       | 22       | 23       | 115      | —             |